# Collegio universitario Fondazione Comunità Domenico Tardini
Il collegio universitario Fondazione Comunità Domenico Tardini in Villa Nazareth è un collegio universitario con sede a Roma. Dal 1986 il collegio è gestito dalla Fondazione Comunità Domenico Tardini ONLUS. Il motto è Ut sint unum. Ospita circa 70 studenti.

## Storia
Il collegio discende dall'istituzione culturale Villa Nazareth, fondata nel 1946 dal cardinale Domenico Tardini per l'assistenza a bambini indigenti ed orfani di guerra.
Dopo la morte di Tardini, avvenuta nel 1961, Villa Nazareth fu affidata all'arcivescovo Antonio Samorè divenendo una residenza per studenti liceali e universitari. Con chirografo del 13 gennaio 1963 Giovanni XXIII eresse la Fondazione Sacra Famiglia di Nazareth, l'istituzione vaticana che regge il collegio universitario sotto la vigilanza della Segreteria di Stato.
Nel 1968 il collegio attraversò un momento di crisi e interruppe la propria attività. Tuttavia, Achille Silvestrini trasferì gli studenti in vari appartamenti della capitale, consentendo la continuazione delle attività del collegio.
Nel 1983 si riapriva la residenza, che a partire dal 1992 veniva destinata ai soli universitari e universitarie, queste ultime ammesse per la prima volta, così come gli studenti di università non romane. 
Nel 1986 si costituì la Fondazione Comunità Domenico Tardini, alla quale fu affidata la gestione del collegio.
Nel 1987 fu riconosciuto come collegio universitario d'eccellenza dal MIUR. Nel 1997 il collegio è entrato a far parte della Conferenza dei Collegi Universitari di Merito legalmente riconosciuti dal MIUR (CCUM), e nel 2008 è stato incluso nell'Associazione Europea dei Collegi Universitari (EUCA) in qualità di membro fondatore.
L'istituzione è stata più volte apprezzata pubblicamente da papa Bergoglio.

## Il collegio
La comunità studentesca è raccolta nel complesso "Villa Nazareth" a Roma. L'ammissione al collegio avviene per concorso; ai vincitori, che godono della permanenza a titolo gratuito in residenza, la Fondazione chiede l'impegno per un "rigoroso percorso formativo personale", assiduità nel seguire i corsi universitari, la partecipazione alle iniziative culturali e la "disponibilità a farsi carico della conduzione della vita comunitaria". Il collegio promuove scambi culturali e formativi con università straniere.

## Finanziatori
Le borse di studio per gli studenti meno abbienti sono finanziate da un gruppo di filantropi o ex allievi, che include il banchiere Giovanni Bazoli e il manager Ferrari Marco Piccinini.